# Diario di una schiappa - Guai in arrivo!
Diario di una schiappa - Guai in arrivo (Diary of a Wimpy Kid: The Third Wheel) è il settimo libro della saga di libri umoristici Diario di una schiappa, scritta da Jeff Kinney. È il seguito del libro Diario di una schiappa - Si salvi chi può! edito negli Stati Uniti nel 2011. È uscito negli Stati Uniti il 13 novembre 2012, in Italia il 3 gennaio 2014 per opera della Editrice Il Castoro.

## Trama
A scuola il Comitato dei denti organizza il ballo di San Valentino. Greg prova ad invitare ogni ragazza della scuola e fuori, ma tra un radicale cambio di look e tantissimi fiaschi colossali, sta per arrendersi. Pochi giorni prima della festa mette gli occhi su Abigail, una ragazza che non ha nessuno con cui andare al ballo, perché il suo compagno ha un impegno di famiglia. La convince ad uscire con lui e con Rowley (il suo migliore amico) come un "gruppo di amici". Purtroppo la serata non comincia bene ed una serie di guai attendono Greg.
Nel frattempo, a casa di quest'ultimo, appare lo zio Gary che ha delle magliette contraffatte da vendere, con scritto sopra "BOTSON" (errore di stampa in quanto avrebbe dovuto essere "BOSTON").
Prima di arrivare al ristorante, Greg si accorge che Rowley ha una cosa sotto il labbro, assomigliante alla varicella, decide di coprirla con una sciarpa. Arrivati al ristorante Greg per farsi vedere si propone per pagare il cibo, solo che i due ordinano piatti cari e Greg deve spendere tutto.
La festa ha come tema Parigi e tutto è ben addobbato, ma Greg vede che il ragazzo che sarebbe dovuto andare al ballo con Abigail si presenta nella scuola con un'altra ragazza e la poveretta scoppia in lacrime.
Quando il ragazzino va a vedere chi è il DJ della festa capisce che è suo zio Gary che è riuscito ad entrare vendendo le magliette fasulle a degli studenti ingenui. Durante la festa arrivano degli anziani che litigano con chi festeggia San Valentino, di conseguenza la palestra viene divisa in due con una tendina, ma così i giovani rimangono al buio e soprattutto soli: tutti sono incontrollati e si mettono a bere dalla fontana di cioccolato. Durante un ballo, Greg nota un piccolo puntino simile alle pustole di Rowley vicino alla bocca di Abigail, allora scoppia ad urlare e la ragazza piange. 
Quando la festa finisce Greg torna a casa e si ammala di varicella.

## Personaggi principali
- Greg Heffley: è un ragazzo che scrive le sue disavventure in un diario.
- Rowley Jefferson: è un ragazzo che si comporta da bambino ed è il migliore amico di Greg.

## Personaggi secondari
- Manny Heffley: è il fratello più piccolo di Greg
- Rodrick Heffley: è il fratello di Greg
- Susan Heffley: è la madre di Greg
- Gary Heffley: è lo zio di Greg